# Museo de Évreux
El Museo de Évreux o Museo del antiguo obispado (del francés: musée d'Évreux o musée de l'ancien évêché) abrió sus puertas en la década de 1960 . Ocupa el antiguo castillo del obispado de Évreux, edificio del final del siglo XV  unido a la catedral por un claustro. Pertenece a los museos de Francia.

## Colección

### Colección arqueológica
La sala arqueológica presenta los descubrimientos de la región, de la prehistoria al periodo galo-romano. La estatua en bronce de Júpiter Stator, proveniente del sitio arqueológico de Gisacum, constituye  una de las más bellas piezas de la colección.

### Arte medieval y moderno
Muchas salas están dedicadas a la Edad Media  (mitra de Jean de Marigny, el anillo episcopal de Jean de La Cour de Aubergenville, estatuas). Se pueden ver también muchos tapices de Aubusson (siglo XVI). 

### Pintura
El primer piso muestra las obras de los siglos XVII y XVIII así como una bella serie de relojes antiguos. El segundo nivel está dedicado a la pintura y la escultura del siglo XIX  (Flandrin, Boudin, Rodin, Gérôme).

#### SiglosXVIIyXVIII
- Nicolas Maes
- Alessandro Magnasco
- Charles-Alphonse Du Fresnoy
- Jean-Baptiste Van Loo
- Jean-François de Troy
- Pierre Dulin
- Henri-Pierre Danloux

#### SigloXIX
- Flandrin
- Henri Gervex
- Alexandre-Gabriel Decamps
- Narcisse Diaz de la Peña
- Johan Barthold Jongkind
- Albert Lebourg
- Eugène Boudin

#### SigloXX
- Maurice Denis
- Fernand Léger
- Pierre Soulages
- Judit Reigl
- Jean Degottex
- Hans Hartung
- Henri Michaux
- Olivier Debré